# MAKKO
MAKKO（マッコウ・真向、6月24日 - ）は山梨県出身のミュージシャン。

## 来歴
CASCADE（カスケード）のベーシストを担当。2001年10月、所属事務所をアミューズから新会社のプラナに移籍した。
2002年のCASCADE解散後に同じくCASCADEの元メンバーでギタリストの MASASHI（マサシ）と共にロックバンド ATTACK HAUS（アタックハウス）を結成。当初はその2人だけで音楽活動していたが、2004年に新メンバーを加入後、ATTACK HAUSのベース&ボーカルを担当。しかしその後脱退し、スタッフとして籍を置いている。
2009年からのCASCADE再結成には参加していない。

## その他
- オカルト・ホラー系のものが大好きで、自らも占いなどをするほど。そのためかアンティークドール集めが好き。

- 本人曰く、山梨の実家には霊界へと繋がる穴があるらしい（2000年5月27日にABCテレビ『ミナミ極楽堂』出演時に話していた）。

- 特撮も好きで、ゴジラ・ウルトラマン・仮面ライダーなどに登場する怪獣・怪人のフィギュア・ソフビのコレクターでもある。

- ゲーマーである（特にテレビゲーム・ゲームボーイ等において）。

- 漫画家の石ノ森章太郎のファンであり、好きな作品ベスト3は『仮面ライダー』『超神ビビューン』『サイボーグ009』

- 『めちゃ吉』と『くーにゃん』という名前の２匹の猫を飼っていたが、今も飼っているかどうかは不明。